# سیلاش‌پوگونی
سیلاش‌پوگونی (به مجاری:  Szilaspogony) یک شهرداری در مجارستان است که در ناحیه شالگوتاریان واقع شده‌است. سیلاش‌پوگونی ۱۴٫۴ کیلومتر مربع مساحت و ۳۹۱ نفر جمعیت دارد.